# 董申保
董申保（1917年9月17日—2010年2月19日），曾用名董璋，男，籍贯江苏常州，生于北京，中国地质学家，北京大学、长春地质学院教授。曾任长春地质学院院长。

## 生平
生于北京，籍贯江苏常州。1940年毕业于北京大学地质系，1944年毕业于西南联合大学，获硕士学位。1980年当选为中国科学院学部委员（院士）。